# Acchi Kocchi
Acchi Kocchi (あっちこっち?) es una serie de manga en formato yonkoma escrita e ilustrada por Ishiki. Comenzó su serialización con la revista Manga Time Kirara de Houbunsha desde 2006. Además salió en televisión un anime adaptado al manga por AIC en la TBS entre abril y junio de 2012.

## Sinopsis
Tsumiki es una chica de instituto que está enamorada de Io, un chico especialmente antisocial. La relación entre ambos es algo complicada, ya que aunque todos sus amigos ven muy obvios los sentimientos que tiene Tsumiki hacia Io, él no parece darse cuenta.  La historia se centra por tanto en la relación entre estos dos personajes, y el resto de compañeros de clase, cada cual más particular.

## Personajes

### Principales
Tsumiki Miniwa (御庭 つみき Miniwa Tsumiki?)
Seiyū: Rumi Ōkubo
Es la principal protagonista, Tsumiki es algo pequeña en estatura y delicada. Es una mezcla entre una personalidad Tsundere y Kuudere, es decir que tiene una actitud fuerte, sarcástica y fría exteriormente, pero amorosa interiormente. Está perdidamente enamorada de Io. Cada vez que Io da a Tsumiki una palmadita en la cabeza o Tsumiki ve algo que le gusta, a ella le crecen orejas de gato. Tsumiki es inusualmente fuerte para su tamaño, y esto se muestra a menudo a expensas de Mayoi. Además es experta en los juegos de arcade.
Io Otonashi (音無 伊御 Otonashi Io?)
Seiyū: Nobuhiko Okamoto
Es el protagonista masculino. Denso, con todo tipo de corazón. Él no se da cuenta del enamoramiento de Tsumiki hacia él, sin embargo ella es la chica más cercana a él, independientemente, y tiene sentimientos por ella. Generalmente se le ve girar un bolígrafo (o en ocasiones algún otro objeto) con la mano, a menudo lo suficientemente rápido para sorprender a Mayoi con la velocidad de su mano. A veces, sin saberlo, actúa como un casanova. También es bastante fuerte, aunque no se muestra tan a menudo como Tsumiki, o como las bromas y payasadas de Sakaki o Mayoi. También, por alguna razón, los gatos son inmediatamente atraídos por él.
Mayoi Katase (片瀬 真宵 Katase Mayoi?)
Seiyū: Hitomi Nabatame
Junto con Sakaki, conforma el dúo bromista en el círculo de amigos. Es muy inteligente con la electrónica y casi nunca es vista sin su bata de laboratorio. A ella le encanta bromear con Tsumiki sobre su amor con Io, lo que lleva a menudo a sus severas repercusiones de Tsumiki hacia ella. Además tiende a terminar sus frases con "nyan".
Sakaki Inui (戌井 榊 Inui Sakaki?)
Seiyū: Shintarō Asanuma
Es el mejor amigo y cómplice de Io. Junto a Mayoi, conforma el dúo bromista en el círculo de amigos. Su hermana es propietaria de una pastelería donde, Hime e Io, también trabajan. Suele tener accidentes a menudo que son mayormente causados por Mayoi.
Hime Haruno (春野 姫 Haruno Hime?)
Seiyū: Kaori Fukuhara
Ella es uno de los miembros más torpe y aireada del grupo. Ella tiene una personalidad muy dulce e inocente. Además recibe una hemorragia nasal fácilmente cuando se emociona o se molesta. También trabaja a tiempo parcial en Hatch Potch.

### Secundarios
Miiko Inui (戌井 みいこ Inui Miiko?)
Seiyū: Yūko Minaguchi
Es la administradora de la pastelería Hatch Potch y la hermana mayor de Sakaki. Tiene el pelo claro y castaño, llegándole hasta la cintura, y además siempre sonríe. En el anime, ella se revela como una de las debilidades de Io, y que él no pueda rechazar de pleno una petición sincera de ella. Además es también una amiga cercana a Kikue.
Saki Sakimori (崎守 咲 Sakimori Saki?)
Seiyū: Natsumi Takamori
Es una estudiante con el pelo rubio hasta la cintura y ojos verdes. Sus arcos del pelo para arriba en dos formas triangulares, da la apariencia de que ella tiene orejas de gato. A ella le gusta burlarse de Kyouya, y ella no es consciente del enamoramiento de Kyouya sobre ella.
Kana Miyama (深山 佳奈 Miyama Kana?)
Seiyū: Hiromi Konno
Es una estudiante con el pelo verde y corto, coletas hinchadas y ojos azules. Es una chica alegre y espontánea, y es muy cercana a Saki.
Kyōya Saibara (西原 京谷 Saibara Kyōya?)
Seiyū: Tsubasa Yonaga
Es un estudiante con el pelo negro corto. No está tan secretamente enamorado de Saki, y actúa con una actitud tsundere alrededor de ella o cuando alguien menciona su enamoramiento hacia ella.
Kikue Sakuragawa (桜川 キクヱ Sakuragawa Kikue?)
Seiyū: Junko Iwao
Es una profesora torpe con pelo hasta los hombros de color grisáceo-azul claro y ojos verdes. También es insegura y quiere un novio, aunque ella no lo admite. También es una amiga cercana a Miiko.
Ami Kirino (桐野 亜美 Kirino Ami?)
Seiyū: Marie Miyake
Es una estudiante con el pelo rosado. Es miembro del Comité de difusión, la radio escolar. Ella es muy enérgica, muy similar a Sakaki y Mayoi.

## Media

### Manga
El manga original escrito por Ishiki comenzó su serializacion en 2006 en la revista Manga Time Kirara de Houbunsha y sigue en curso, hasta el momento tiene 8 volúmenes publicados hasta noviembre de 2019.

#### Lista de volúmenes
| N.º | Título      | Fecha de lanzamiento    | ISBN original     |
| --- | ----------- | ----------------------- | ----------------- |
| 1   | «Volumen 1» | 11 de noviembre de 2007 | 978-4-8322-7659-8 |
| 2   | «Volumen 2» | 9 de enero de 2009      | 978-4-8322-7763-2 |
| 3   | «Volumen 3» | 11 de abril de 2010     | 978-4-8322-7899-8 |
| 4   | «Volumen 4» | 11 de agosto de 2011    | 978-4-8322-4047-6 |
| 5   | «Volumen 5» | 10 de agosto de 2012    | 978-4-8322-4171-8 |
| 6   | «Volumen 6» | 12 de octubre de 2014   | 978-4-8322-4482-5 |
| 7   | «Volumen 7» | 11 de febrero de 2017   | 978-4-8322-4482-5 |
| 8   | «Volumen 8» | 27 de noviembre de 2019 | 978-4-8322-7135-7 |

### Anime
Una serie de anime basada en el manga se emitió en Japón desde el 5 de abril hasta el 28 de junio de 2012. Las series se compone de 12 episodios y un OVA extra fue lanzado el 16 de noviembre de 2012, con el sexto volumen del Blu-ray y el DVD en Japón. Su tema de entrada es Acchi de Kocchi de (あっちでこっちで ?) interpretado por Rumi Ōkubo, Nobuhiko Okamoto, Hitomi Nabatame, Kaori Fukuhara, y Shintarō Asanuma, mientras que su tema de cierre es Te o Gyu Shite ne (手をギュしてね?) interpretado por Rumi Ōkubo.

#### Lista de episodios
| #   | Título | Estreno                 |
| --- | --- | ----------------------- |
| 1   | «Acchi ⇔ Kocchi» «Acchi ⇔ Kocchi» (あっち⇔こっち)                                                                                           | 5 de abril de 2012      |
| 2   | «Oishii Kēki to ⇔ Barentain Rippu» «Oishii Kēki to ⇔ Barentain Rippu» (美味しいケーキと⇔ばれんたいんリップ)                                 | 12 de abril de 2012     |
| 3   | «Mujōnaru Yukigassen VS ⇔ Chōri Jisshū (Moe)» «Mujōnaru Yukigassen VS ⇔ Chōri Jisshū (Moe)» (無情なる雪合戦VS⇔調理実習（燃）)               | 19 de abril de 2012     |
| 4   | «Tsukamaetai no ⇔ Koi no Dona Dona» «Tsukamaetai no ⇔ Koi no Dona Dona» (つかまえたいの⇔恋のドナドナ)                                       | 26 de abril de 2012     |
| 5   | «Atakku! ⇔ Nyanbā Nyan!» «Atakku! ⇔ Nyanbā Nyan!» (アタック！⇔にゃんばーにゃん！)                                                           | 3 de mayo de 2012       |
| 6   | «Pūru to Y-Shatsu to ⇔ Shukudai» «Pūru to Y-Shatsu to ⇔ Shukudai» (プールとYシャツと⇔宿題)                                                  | 10 de mayo de 2012      |
| 7   | «Yama da! Kawa da! ⇔ Bābekyū!» «Yama da! Kawa da! ⇔ Bābekyū!» (山だ！川だ！⇔バーベキュー！)                                                 | 17 de mayo de 2012      |
| 8   | «Shukudai no Natsu ⇔ Matsuri no Natsu» «Shukudai no Natsu ⇔ Matsuri no Natsu» (宿題の夏⇔祭りの夏)                                           | 24 de mayo de 2012      |
| 9   | «Watashi o Tsutsunde! ⇔ Koi to Roman no Gakuensai» «Watashi o Tsutsunde! ⇔ Koi to Roman no Gakuensai» (ワタシを包んで！⇔恋とロマンの学園祭) | 31 de mayo de 2012      |
| 10  | «Kuma Enkaunto ⇔ Raburimasu» «Kuma Enkaunto ⇔ Raburimasu» (くまエンカウント⇔ラブリマス)                                                     | 7 de junio de 2012      |
| 11  | «Kotoshi mo Yoroshiku ⇔ Motchī Gēmu» «Kotoshi mo Yoroshiku ⇔ Motchī Gēmu» (今年もよろしく⇔もっちーげーむ)                                   | 21 de junio de 2012     |
| 12  | «Amai Hōseki ⇔ Choko Bāri Tūdo» «Amai Hōseki ⇔ Choko Bāri Tūdo» (甘い宝石⇔チョコバーリトゥード)                                             | 28 de junio de 2012     |
| OVA | «Place = Princess» | 16 de noviembre de 2012 |